# دانييل دافاري
دانييل دافاري (بالألمانية: Daniel Davari) وهو لاعب كُرَة قَدَم إيراني في مركز حراسة المرمى ولد في يوم 6 يناير 1988 في مدينة غيسن في ألمانيا وهو يلعب حالياً مع نادي غراسهوبر زيوريخ في الدوري السويسري وسبق له اللعب مع نادي آينتراخت براونشفايغ في ألمانيا ولعب أيضاً مع منتخب إيران لكرة القدم ويبلغ طوله 192 سم.

## روابط خارجية
- دانييل دافاري على موقع الاتحاد الدولي (مؤرشف)  (الإنجليزية)
- دانييل دافاري على موقع قاعدة بيانات كرة القدم.إي يو (الإنجليزية)
- دانييل دافاري على موقع بيانات كرة القدم. دي إي (الألمانية)
- دانييل دافاري على موقع ناشيونال فوتبول تيمز (الإنجليزية)
- دانييل دافاري على موقع Soccerway.com (الإنجليزية)
- دانييل دافاري على موقع عالم كرة القدم.نت (الإنجليزية)
- دانييل دافاري على موقع AS.com (الإسبانية)